# David Walton (aktor)
David B. Walton (ur. 27 października 1978 w Bostonie) – amerykański aktor.

## Życiorys
Urodził się w Bostonie w stanie Massachusetts Carolyn K. Walton i Johna Huntera Waltona Juniora. Ma sześcioro rodzeństwa: dwóch bracia – Willa i Burra oraz cztery siostry – Amandę, Jennifer, Hilary i Francie. Uczęszczał do The Park School i Dexter School w Brookline. Naukę kontynuował w szkole z internatem St. Paul’s School w Concord w New Hampshire, którą ukończył w 1997. W 2001 ukończył prywatny Uniwersytet Browna w Providence. Uczył się aktorstwa w The Actors Center w Nowym Jorku i British American Drama Academy w Londynie.
W 2002 grał na off-Broadwayu w spektaklu One Day on Wall Street. Debiutował rolą Erica w krótkim metrażu Fighting Still Life (2002). Pojawił się następnie u boku Vala Kilmera, Rachael Leigh Cook, Jonathana Tuckera i Carrie Fisher w dramacie Niełatwa miłość (Stateside, 2004), gdzie zagrał Johna Pelusso.
W latach 2004–2006 wystąpił w siedmiu odcinkach sitcomu stacji FOX Cracking Up. Jeszcze w 2006 rozpoczął swoją współpracę z telewizją NBC, angażując się w serial akcji Heist, gdzie grał Ricky’ego Watmana. Odegrał role w kolejnych serialach NBC: Quarterlife (2008), 100 Questions (2010) oraz Związki idealne (Perfect Couples, 2011). W ostatnim z nich, sitcomie z udziałem Olivii Munn, wystąpił jako jeden z głównych bohaterów, wybuchowy i konfliktowy Vance.
W 2009 wystąpił w samodzielnie przez siebie wyprodukowanej 16-minutowej komedii Bent jako Sam, narcystyczny bankier inwestycyjny. Zagrał Dr. Ricka w filmie Ale czad! (Fired Up!, 2009). W hollywoodzkiej produkcji Burleska (Burleska, 2010) wcielił się w postać Marka, DJ-a grającego na weselach, geja z Los Angeles i filmowego kochanka Stanleya Tucci.
18 marca 2011 w Trinity Episcopal Cathedral w Miami poślubił Majandrę Delfino. Mają córkę Cecilię Delphine Walton (ur. 14 czerwca 2012 w Los Angeles) i syna Louisa Augustusa (ur. 10 listopada 2013).

## Filmografia

### filmy fabularne
- 2002: Fighting Still Life jako Eric
- 2004: Niełatwa miłość (Stateside) jako John Pelusso
- 2005: New Car Smell jako Dave
- 2007: The World According to Barnes
- 2007: Earano
- 2009: Bent jako Sam
- 2009: Ale czad! (Fired Up!) jako dr Rick
- 2010: Burleska (Burlesque) jako Mark, DJ
- 2011: Związki idealne (Perfect Couples, TV) jako Vance
- 2016: Złe mamuśki (Bad Moms) jako Mike Mitchell
- 2017: Złe mamuśki 2: Jak przetrwać święta jako Mike Mitchell

### seriale TV
- 2004: Cracking Up jako Liam Connor/Liam Conner
- 2006: Heist jako Ricky Watman
- 2006: The Loop jako Marco
- 2008: Quarterlife jako Danny Franklin
- 2009: In Plain Sight jako Willie Ripp/Willie Rabson
- 2010: 100 Questions jako Wayne Rutherford
- 2011: Happy Endings jako Henry
- 2012: Bent jako Pete Riggins
- 2012-2018: Jess i chłopaki (New Girl) jako Sam Sweeney
- 2014: Parenthood jako Will Freeman
- 2014–2015: Był sobie chłopiec (About a Boy) jako Will Freeman
- 2016: Angie Tribeca jako Brad Wilson
- 2017–2018: 9JKL jako Andrew Roberts